# Швиця
44°52′ пн. ш. 15°10′ сх. д. / 44.87° пн. ш. 15.17° сх. д.
Швиця (хорв. Švica) — населений пункт у Хорватії, в Лицько-Сенській жупанії у складі міста Оточаць.

## Населення
Населення за даними перепису 2011 року становило 464 осіб.
Динаміка чисельності населення поселення:

## Клімат
Середня річна температура становить 9,05 °C, середня максимальна – 22,75 °C, а середня мінімальна – -6,80 °C. Середня річна кількість опадів – 1326 мм.
| Клімат поселення                              | Клімат поселення | Клімат поселення | Клімат поселення | Клімат поселення | Клімат поселення | Клімат поселення | Клімат поселення | Клімат поселення | Клімат поселення | Клімат поселення | Клімат поселення | Клімат поселення | Клімат поселення |
| Показник                                      | Січ.             | Лют.             | Бер.             | Квіт.            | Трав.            | Черв.            | Лип.             | Серп.            | Вер.             | Жовт.            | Лист.            | Груд.            |                  |
| Середній максимум, °C                         | 5,69             | 7,21             | 10,66            | 14,78            | 19,18            | 22,75            | 22,59            | 22,35            | 18,20            | 13,60            | 8,43             | 4,10             |                  |
| Середня температура, °C                       | −0,54            | 0,97             | 4,42             | 8,54             | 12,94            | 16,51            | 18,66            | 18,42            | 14,29            | 9,66             | 4,50             | 0,18             |                  |
| Середній мінімум, °C                          | −6,8             | −5,27            | −1,82            | 2,30             | 6,71             | 10,27            | 14,75            | 14,51            | 10,37            | 5,75             | 0,58             | −3,75            |                  |
| Норма опадів, мм                              | 94               | 93               | 98               | 108              | 98               | 101              | 67               | 86               | 132              | 154              | 165              | 130              |                  |
| Середньомісячна швидкість вітру, м/с          | 2.16             | 2.30             | 2.55             | 2.46             | 2.28             | 2.10             | 2.06             | 1.99             | 2.02             | 2.13             | 2.37             | 2.38             |                  |
| Середньомісячна сонячна радіація, кДж/м²·день | 4384             | 7115             | 10494            | 15030            | 19185            | 20898            | 22842            | 19559            | 14271            | 9092             | 4805             | 3694             |                  |
| --------------------------------------------- | ---------------- | ---------------- | ---------------- | ---------------- | ---------------- | ---------------- | ---------------- | ---------------- | ---------------- | ---------------- | ---------------- | ---------------- | ---------------- |
| Джерело:                                      |                  |                  |                  |                  |                  |                  |                  |                  |                  |                  |                  |                  |                  |